# Franco Fortini
Franco Fortini era o pseudônimo de Franco Lattes (Florença, 10 de setembro de 1917 – Milão, 28 de novembro de 1994), um poeta, ensaísta e tradutor italiano, conhecido por sua oposição ao fascismo e as suas contribuições à literatura e à crítica literária italiana.

## Biografia

### Primeiros Anos
Filho de pai judeu e mãe católica, Franco Fortini nasceu em Florença, em 1917. Cresceu em um lar burguês e laico. Seu pai era um advogado intelectual que se opôs ao fascismo e recebia em sua casa escritores e músicos. Sua mãe era uma leitora de fôlego que incentivava a leitura ao filho. Em 1925, Dino Lattes, o pai de Franco Fortini, foi perseguido pelos fascistas e passou a ser foragido. Um amigo seu advogado foi assassinado junto a sua esposa por fascistas. Ainda adolescente, Franco Lattes participou de círculos intelectuais e seu interesse estava direcionado para as artes de modo genérico.

### Mudança de Nome e Perseguição
Em 1938, adotou o nome Franco Fortini para sua proteção em meio à perseguição aos judeus que passou a se dar por política de Estado com as leggi raziali, decretadas por Mussolini com o objetivo de destituir a população italiana de origem judaica de seus direitos civis. Em 1939, Franco Fortini abandonou o ateísmo e passou por uma experiência de imersão religiosa com os presbiterianos da igreja Valdese, experiência que no futuro, segundo Vicenzo Carini, terá consequência em sua prosódia poética.

### Educação e Início de Carreira
Em 1935, começou os estudos de direito, em Roma. Nos anos seguintes, Fortini foi um leitor de filosofia, com atenção para a teologia (Kierkegaard e Barth). No decurso de seus estudos, Fortini conheceu o editor Giacomo Noventa, com quem se aproximou e passou a contribuir para sua revista literária, a florentina antiermetica Riforma Letteraria, onde publicou ensaios e críticas poéticas sobre Michelstaedter, Quasimodo, Ungaretti e Montale. Se bacharelou com uma tese em filosofia do direito, Lo spirito antimachiavellico della Riforma nell'opera di don Valeriano Castiglione. Em 1938, Franco Fortini iniciou como autor de poesia, e teve com a ajuda de Elio Vittorini seu primeiro livro de poemas publicado pela Einaudi em 1946, Foglio di via.

### Segunda Guerra Mundial e Resistência
Com a prisão de seu pai pela Lei racial, Franco Fortini passou a administrar o escritório de advocacia dele. Em 1941, foi convocado para o exército. Em 1943, ele desertou indo à Suíça e depois se incorporou à resistência (partisans) do Vale de Ossola. Filiou-se ao Partito d’Azione e depois ao Partito socialista. Entre 1945 e 1950, contribuiu para a revista milanesa Il Politecnico, onde publicou escritos sobre "existencialismo ateu", "cristianismo", "surrealismo", e onde desenvolveu sua orientação intelectual marxista.

### Carreira Literária e Acadêmica
Em 1948, Franco Fortini se mudou para Milão, onde manteve uma relação de trabalho consistente com a editora Einaudi. Passou a ser colaborador da Avanti! e publicou seu primeiro livro de versos, Foglio di via e altri versi (Einaudi, 1946), que reunia poesias escritas entre 1938 e 1945. Publicou o romance Agonia di natale (Einaudi, 1948). Colaborou com Jean-Paul Sartre para a publicação de uma edição da Les Temps Modernes dedicada à Itália, que foi publicada em 1947. Em 1948, começou a trabalhar para o escritório de publicidade da indústria Olivetti. Passou a prestar consultoria editorial para a editora Einaudi. Na década de 1950, leu Lukács. Teve em torno de si um grande círculo de contatos de intelectuais que envolviam Brecht, Barthes, Edgar Morin, entre outros. Publicou a revista Boteghe oscure. Em 1953, iniciou a colaboração com a revista Nuovi Argomenti. Nesta revista, em março de 1954, escreveu Appunti sui comunismo e Ocidente, o que lhe rendeu uma advertência disciplinar do Partido Socialista. Em 1955, colaborou para a revista Officina. Em 1957, visitou a União Soviética e a China. Em 1959, publicou Poesie e Errore, pela Feltrinelli. Aproximou-se do grupo Quaderni Rossi e colaborou para a revista Quaderni piacentini. Em 1963, iniciou a carreira de professor e passou a ensinar história e literatura em escolas técnicas de Monza, Lecco e Milão. Em 1973, publicou Questo muro.

### Últimos Anos e Morte
Em 1976, Franco Fortini assumiu uma cadeira de literatura na Universidade de Siena.
Traduzirá obras do alemão, francês e inglês, contendo em sua lista de traduções obras de Kafka, Brecht, Goethe, Milton, Éluard, Proust.
Dentre suas obras de viés crítico e ensaísta, seus estudos sobre métrica e ritmo no texto poético adquiriram com o tempo particular destaque no interior de sua obra. Podem ser parcialmente conhecidos em textos como Metrica e Libertá (Ragionamenti, 1957), Metrica e Biografia (Quaderni Piacentini, 1981), Poesia ad alta voce (Saggi ed epigrammi, 1982). Enquanto ensaísta e intelectual polemista ao estilo da época (que conhece em Pier Paolo Pasolini o maior exemplo), Franco Fortini será um ideólogo de posição de esquerda, sendo ele componente do grupo Manifesto, do Partito Socialista.
Morreu em 1995.